# Bandera de Yucatán
La bandera de Yucatan és la mateixa bandera que va aparèixer durant el moviento separatista el 1840; encara oneja a molts indrets de l'estat, el seu ús ja no és alarmant ni separatista per a la nació, avui en dia és un emblema molt respectat pel poble yucateco com llegat de la seva història. Encara no s'ha drecetado de manera oficial el seu ús i la seva publicació com a símbol de l'entitat.
Les cinc estrelles blanques dins del drap verd corresponien als cinc departaments de la península de Yucatán, però la divisió política ha canviat en anys recents dividint-se en tres estats federats i en molts municipis. Els yucateques han decidit respectar les cinc estrelles, no pretenen col·locar més estrelles o prendre alguna; tracten de conservar tal com va aparèixer des del seu origen.

## Història

Bandera de la República de Yucatán.

L'escriptor Juan Francisco Molina Solís apunta en la seva Història de Yucatan que: "el 16 de març de 1841, de nit, estant en sessió d'instal·lació l'Ajuntament de Mèrida, la Sala Consistorial va ser envaïda per nombrosa gent sense armes, al capdavant de Barbachano, Francisco Martín Peraza i altres, sol·licitant de la corporació municipal elevar la seva veu autoritzada al Congrés de l'Estat demanant la independència absoluta de Yucatán; i l'Ajuntament, sota la pressió de tan nombrós grup de ciutadans, va oferir verificar enmig de l'aplaudidor entusiasme dels peticionaris que feien retrunyir l'aire amb víctors i, s'alça la passió a un grau paroxístic, alguns dels més exaltats van pujar a les terrats del Palau Municipal i arriado la bandera mexicana van fer Tremolo en el seu lloc el pavelló yucatec ".
Segons l'historiador Rodolfo Menéndez de la Peña, la bandera es va dividir en dos camps: a l'esquerra, un color verd, ia la dreta, un altre amb tres divisions, de color vermell amunt i avall i blanc al mig. En el camp o llenç verda de la bandera es destacaven cinc boniques estrelles que simbolitzen els cinc departaments en què es dividia Yucatan per decret del 30 de novembre de 1840, a saber: Mérida, Izamal, Valladolid, Tekax i Campeche. " 

### L'estat mexicà
El govern federal illa als estats mexicans amb un pavelló blanc que tingués l'escut estatal al centro en l'any de 1998 sota govern del president Ernesto Zedillo Ponce de León.

## Banderes similars
- La bandera de Yucatan és força semblant a la bandera dels Estats Units, apareguda per primer cop l'any 1840. Les franjes vermelles però, no ocupa tota l'alçada de la bandera, sinó només la meitat superior; la franja blanca ocupa així tota l'amplada de la bandera amb un camp vert amb cinc boniques estrelles.